# 熊本県立玉名工業高等学校
熊本県立玉名工業高等学校（くまもとけんりつ たまなこうぎょう こうとうがっこう）は、熊本県玉名市岱明町下前原にある県立工業高等学校。

## 学科・コース
- 機械科
- 電気科
- 電子科
- 工業化学科
- 土木科

## 沿革
- 1962年（昭和37年）10月1日 - 本校設立認可、機械科・電気科各2学級、工業化学科1学級設立される
- 1963年（昭和38年）
  - 2月4日 - 玉名郡岱明町下前原368の校地に於いて起工式挙行
  - 4月10日 - 第1期工事の実習棟 (1,155.0m2) 完工
  - 4月11日 - 第1回入学式上記実習棟を利用して開校
  - 11月15日 - 校舎棟 (1,691,382m2) 完工
- 1964年（昭和39年）
  - 3月31日 - 第2期工事完工校舎棟・管理棟 (2,16&1m2) 実習棟 (1,326.6m2) 附属建物 (2,904m2)
  - 4月11日 - 土木科1学級新設、合計6学級となる
  - 10月29日 - 開校記念式
- 1965年（昭和40年）8月11日 - 体育館〔建坪914.1m2（延坪1,115.4m2）〕完工
- 1971年（昭和46年）4月1日 - 電子科1学級新設、電気科1学級減合計18学級
- 1982年（昭和57年）11月6日 - 創立20周年記念式典挙行
- 1987年（昭和62年）2月20日 - 工業センター棟 (1,980m2) 竣工
- 1989年（平成元年）2月25日 - 全九州学校図書館コンクールで文部大臣賞を受賞
- 1991年（平成3年）
  - 2月1日 - 平成2年度地方教育費調査で文部大臣賞を受賞
  - 4月1日 - 制服がスーツタイプとなる
- 1992年（平成4年）
  - 4月1日 - 熊本県学校週5日制試行モデル校指定（4月 - 7月）
  - 10月31日 - 創立30周年記念式典挙行
  - 11月5日 - 学校保健・学校安全で文部大臣賞を受賞
- 1998年（平成10年）
  - 3月2日 - 太陽光発電システム竣工
  - 12月9日 - 実習棟改築第一期（電子科・土木科4,230m2）竣工
- 1999年（平成11年）10月6日 - 実習棟改築第二期竣工
- 2000年（平成12年）12月18日 - 実習棟完工
- 2001年（平成13年）10月27日 - 実習棟落成記念式典
- 2003年（平成15年）3月1日 - 創立40周年記念10年誌発行

## 著名な出身者
- 志水正義 - 俳優
- 小路伸亮 - 総合格闘家
- 中村憲輔 - 総合格闘家
- 久山智志 - プロバスケットボール選手
- 荒西祐大 - プロ野球選手